# Астенический синдром (фильм)
«Астени́ческий синдро́м» — советский двухсерийный художественный фильм, снятый Кирой Муратовой и выпущенный в 1989 году. Фильм состоит из двух частей: чёрно-белой и цветной. Эти две части являются по существу двумя самостоятельными произведениями (первая часть оформлена как фильм, который смотрят в кинотеатре персонажи второй части).
Фильм вызвал неоднозначную реакцию критиков и партийного руководства страны. Вышел в ограниченный прокат. Первый советский фильм, в котором прозвучала нецензурная лексика.

## Сюжет
Фильм состоит из двух частей — чёрно-белой и цветной. Обе повествуют о двух героях — женщине-враче и мужчине-учителе.
В первой новелле женщина, недавно похоронившая своего мужа и находящаяся в состоянии постоянной депрессии (а иногда и прямой агрессии), сталкивается с такими же, как она, людьми, находящимися на грани нервного истощения, срыва.
Герой второй новеллы — школьный учитель. В результате пережитых личных и служебных неприятностей у него появляется астенический синдром — он засыпает в самых неподходящих ситуациях. Он попадает в больницу для душевнобольных и понимает, что вокруг него люди, которые ничуть не безумнее тех, кто живёт на воле. Выйдя спустя какое-то время на свободу, учитель засыпает в метро, и пустой вагон увозит спящего в тёмный тоннель.

## В ролях
| Актёр               | Роль                                  |
| ------------------- | ------------------------------------- |
| Сергей Попов        | Николай Алексеевич                    |
| Ольга Антонова      | Наталья Ивановна                      |
| Галина Захурдаева   | Маша, блондинка                       |
| Наталья Бузько      | Маша, брюнетка                        |
| Александра Свенская | Ирина Павловна, учительница           |
| Павел Полищук       | Иуников                               |
| Наталья Раллева     | тёща Николая, мать Анны               |
| Галина Касперович   | Анна, жена Николая                    |
| Виктор Аристов      | директор школы                        |
| Николай Семёнов     | врач                                  |
| Олег Школьник       | хозяин канареек                       |
| Галина Стаханова    | медработник московского метрополитена |
| Пётр Шидывар        | член педсовета                        |
| Надежда Попова      | женщина в поезде                      |
| Юлия Беломлинская   | обнажённая натурщица                  |
| Наталья Дубровская  | учительница                           |

## Съёмочная группа
- Режиссёр: Кира Муратова
- Сценаристы: Кира Муратова, Сергей Попов, Александр Чёрных
- Операторы: Владимир Панков, Виктор Кабаченко
- Художник: Олег Иванов
- Второй режиссёр: Надежда Попова

## Тематика и стиль
Повествование фильма построено из двух различных по стилистике частей, но идентичных по состоянию, которое они передают. Первая часть представляет собой чёрно-белый «фильм внутри фильма», длящийся около 40 минут. Андрей Плахов говорит, что эта часть является «горьким и ироническим пересказом прежней Муратовой», замечая схожесть с так называемыми «провинциальными мелодрамами».

## Восприятие
Фильм удостоен двух премий: «Ника» (в номинации «Лучший игровой фильм», 1990), Специальный приз жюри Берлинского кинофестиваля (1990); кроме того, фильм четырежды номинировался на кинематографические премии.
В прессе 90-х годов фильм часто считался критикой советской действительности, вспоминает Олег Ковалов, однако не соглашается с этим мнением. Ковалов видит в часто появляющихся на экране атрибутах Советского союза «любование» Муратовой советской эстетикой. Критик отмечает в фильме наличие «внутреннего монолога», выраженного зачитыванием отрывков из произведения, которое писал главный герой — учитель, сравнивая этот аспект с «Восемь с половиной» Федерико Феллини. Американский критик Джонатан Розенбаум считает, что «Астенический синдром» «выходит за рамки правил» кинематографа, а также называет его «шедевром эпохи гласности». Главных героев он характеризует как «символы болезни», название которой носит фильм. Джейн Таубман видит во множестве «неприятных» сцен попытку режиссёра вывести зрителей из «моральной апатии», в которой находится советское общество в последние годы его существования. Изображение наготы исследовательница сравнивает с фильмом «Спаси и сохрани» Александра Сокурова и добавляет, что режиссёр этим жестом скорее изображает её в негативном качестве, чем эксплуатирует. Эпоха гласности, считает Таубман, начинается с «Покаяния» Тенгиза Абуладзе и заканчивается «Астеническим синдромом». В своей рецензии она заключает, что кинолента является главным достижением в творчестве Киры Муратовой, но средства и посыл, представленный режиссёром, исключают его коммерческий успех.
Владимир Мотыль считает «Астенический синдром» переоценённым, а исследователь кинематографа Иэн Кристи в то же время, напротив, видит его недооценённым наряду с «Тихими страницами» Сокурова. Ряд российских деятелей культуры, среди которых Зара Абдуллаева, Дмитрий Быков, Иван Дыховичный, Наталия Рязанцева и многие другие назвали произведение одним из главных фильмов прошлого по итогам опроса издания Сеанс в 2000 году. Алексей Герман критиковал фильм в целом, но отдельно обратил внимание на сцену в собачьем питомнике, считая её непрофессиональной. Герман сказал, что на протяжении сеанса «скучал».
Критик портала AllMovie Кларк Фонтан отметил, что Муратова, создавая фильм, не отступила от своего стиля, несмотря на то, что официальные власти неизбежно его отвергнут. Питер Роллберг заключает, что «Астенический синдром» — «мрачное прощание» режиссёра с советской эпохой, выраженное через «жестокий реализм». Однако Кира Муратова заявила, что фильм «не про страну или время, а про жизнь». BBC Culture внесло «Долгие проводы» Муратовой и «Астенический синдром» в список 100 лучших фильмов, снятых женщинами, поставив последний на 48 строчку списка.
Актриса Ольга Антонова на кинофестивале «Созвездие» в 1990 году удостоена приза за лучшую женскую роль второго плана.

 Это совершенно исторический фильм в разных смыслах этого слова. По своему содержанию и мировоззренчески, как слепок, образ эпохи уходящей…и наступающей. Но эта эпоха не нашла отражения в кинематографе — ни в мировом, ни в русском. <…> Вообще, исторических фильмов в западном кино не так много, а в русском — тем более. Кроме Эйзенштейна и вообще русского авангарда, оттепельных картин Хуциева и фильмов Киры Муратовой, наверное, не было таких картин, которые бы закрывали и открывали новую эпоху.— Зара Абдулаева
В списке ста лучших украинских фильмов по версии кинокритиков, составленном в 2021 году, фильм занимает 6-е место (высшее место из всех фильмов режиссёра, вошедших в данный список).

## Факты
- Кира Муратова в фильме одним из важных элементов повествования сделала бездомных кошек и собак и их участь[17].
- В фильме звучат песни групп Talking Heads «Mr. Jones» и Silicon Dream «Andromeda».